# Roberto Salinas Price
Roberto Salinas Price (* 1938 in Mexiko-Stadt; † 13. August 2012 in Mexiko-Stadt) war ein mexikanischer Autor und Amateurgelehrter, der sich mit Homer beschäftigt.

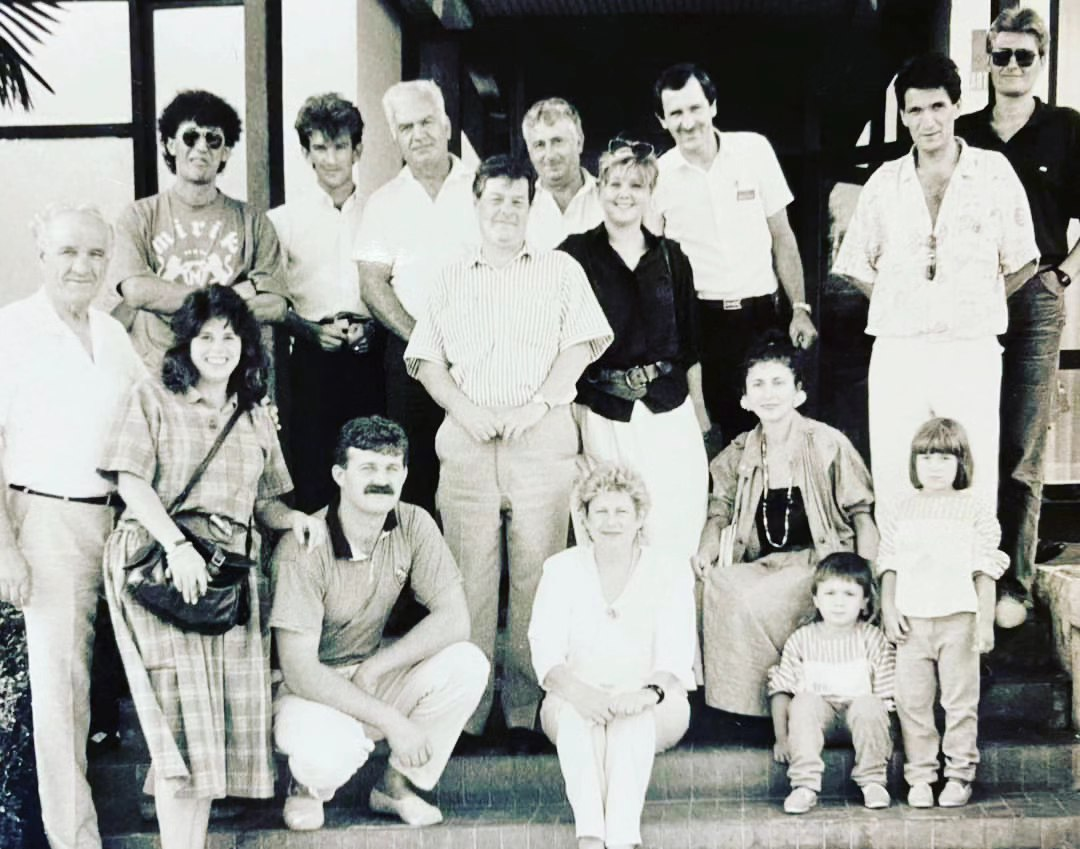
Roberto Salinas Price mit Mitarbeitern in Čapljina, Bosnien und Herzegowina, SFR Jugoslawien 1985

## Leben
Salinas entstammt einer Industriellenfamilie, sein Vater war Mitbegründer des Möbelhauses Salinas y Rocha (heute Grupo Salinas). Salinas beschäftigte sich seit seiner Jugend mit der Ilias und der Odyssee. Er arbeitete 20 Jahre lang als Hotelier und Gastronom, bevor er sich ganz seinen Homer-Studien widmete. Er war Mitglied der Mont Pelerin Society.

## Troja-Theorie
Salinas vertritt eine Theorie, dass Troja an der Grenze zwischen der süddalmatinischen Küste und der Herzegowina im Dorf Gabela (zwischen den Städten Čapljina und Metković) gelegen hat. Er begründet dies mit zahlreichen Hinweisen und Unstimmigkeiten in Homers Epen. In der Fachwissenschaft wird diese Theorie nicht ernst genommen.

## Schriften (Auswahl)
- Homer's blind audience: an essay on the Iliad's geographical prerequisites for the site of Ilios. Scylax Press, San Antonio 1985.
- Atlas of Homeric geography. Scylax Press, San Antonio 1992.
- mit Carlos A. Ball: La satanización de serbios: opiniones diversas sobre la campaña malévola de Bill Clinton y la propaganda de desinformación. Ediciones Huicalco, 2000.
- Homeric Whispers. Intimations of Orthodoxy in the Iliad and Odyssey. Scylax Press, San Antonio 2006. ISBN 978-0-910865-11-1.